# Сен-Кристоф-ле-Шодри
Сен-Кристо́ф-ле-Шодри́ (фр. Saint-Christophe-le-Chaudry) — коммуна во Франции, находится в регионе Центр. Департамент — Шер. Входит в состав кантона Шатомейан. Округ коммуны — Сент-Аман-Монтрон.
Код INSEE коммуны — 18203.

## География
Коммуна расположена приблизительно в 260 км к югу от Парижа, в 155 км южнее Орлеана, в 60 км к югу от Буржа.
Вдоль западной границы коммуны протекает река Арнон.

## Население
Население коммуны на 2008 год составляло 112 человек.
| 1962 | 1968 | 1975 | 1982 | 1990 | 1999 | 2008 |
| ---- | ---- | ---- | ---- | ---- | ---- | ---- |
| 183  | 210  | 171  | 123  | 120  | 133  | 112  |

## Администрация
| Период | Период | Фамилия       | Партия | Примечания |
| ------ | ------ | ------------- | ------ | ---------- |
| 2001   | 2008   | Пьер Барнье   |        |            |
| 2008   | 2014   | Паскаль Мюноз |        |            |

## Экономика
Основу экономики составляет сельское хозяйство.
В 2007 году среди 78 человек в трудоспособном возрасте (15-64 лет) 55 были экономически активными, 23 — неактивными (показатель активности — 70,5 %, в 1999 году было 75,3 %). Из 55 активных работали 49 человек (27 мужчин и 22 женщины), безработных было 6 (2 мужчин и 4 женщины). Среди 23 неактивных 6 человек были учениками или студентами, 8 — пенсионерами, 9 были неактивными по другим причинам.

## Достопримечательности
- Замок Форе-Грайи (XV век). Исторический памятник с 1987 года[3]
- Церковь Сен-Кристоф (XII век)
- Аббатство Ла-Мот
- Средневековая усадьба Ла-Ланд-Шеврье
- Водяная мельница

## Фотогалерея
- Церковь Сен-Кристоф
- Карта коммуны